# Hlavička (nádivka)
Hlavička je lidový název pro velikonoční nádivku, svítek, sekanici nebo sekanou. Název vznikl podle masa v nádivce, které často pocházelo z hlavy telete. Jedná se o tradiční velikonoční pokrm, který obsahuje kopřivy a další byliny. V dřívějších dobách se připravovala bez pečiva, základ tvořilo svářené mléko s krupicí. Existuje mnoho variant pokrmu, které se liší použitými surovinami, ale i způsobem přípravy.

## Příprava
Nádivka se připravuje z vařeného a uzeného masa, pečiva, vajec, másla nebo sádla, koření a zelených bylin. Další suroviny se přidávají podle zvolené varianty. Například sváteční černá nádivka ze staršího chleba obsahuje žampiony a vlašské ořechy. Ze surovin se vytvoří nádivkové těsto, které se poté zapéká.